# Pac-Man e le avventure mostruose
Pac-Man e le avventure mostruose (Pac-Man and the Ghostly Adventures) è una serie televisiva animata in computer grafica di co-produzione giapponese, canadese e statunitense incentrata sul personaggio di Pac-Man. La prima stagione è stata trasmessa negli Stati Uniti dal 15 giugno 2013 su Disney XD, costituita da 26 episodi. In Giappone la prima stagione ha debuttato su Tokyo Metropolitan Television dal 5 aprile 2014, mentre gli episodi dal 40 al 52 sono stati trasmessi in anteprima mondiale nei primi mesi del 2015. Da giugno 2014 è iniziata la seconda stagione negli Stati Uniti e Canada, anch'essa di 26 episodi.
In Italia la prima stagione è stata trasmessa dall'8 settembre 2014 su Disney XD e da settembre 2015 la seconda stagione. La serie è approdata in chiaro su K2 dal 5 ottobre 2015 con la prima stagione e dall'11 gennaio 2016 con le prime 12 puntate della seconda stagione. Dal 12 settembre 2016 viene trasmessa la seconda parte della seconda stagione, terminandone la replica con le restanti puntate escluse dalla trasmissione precedente.

## Trama
Pacster (in seguito rinominato Pac-Man) è "l'ultimo dei Gialloni", ovvero gli unici Pac di colore Giallo ed in grado di mangiare spettri, per questo eliminati in passato. Viene preso in giro dai suoi compagni di scuola perché crede che i fantasmi (nemici giurati dei Pac-Mondialisti durante la Prima guerra Pac-Mondiale) esistano ancora. Accidentalmente una sera Pac si ritrova in un giardino, che è simile al labirinto dell'arcade di Pac-Man degli anni 80, e, ritrovandosi di fronte ad una porta misteriosa, essa si apre, liberando permanentemente i fantasmi imprigionati nel Regno dell'Oltretomba. Il protagonista, insieme ai suoi amici Spiral e Cylindria, dovrà combattere contro gli spiriti e il loro capo Lord Betrayus, il quale ha lo scopo di impossessarsi del Pac-Mondo, dell'Albero della Vita e del cellofrigo (una capsula in cui sono tenuti i corpi degli spettri). Nella serie vi è anche l'immancabile Ghost Gang, ovvero Blinky, Inky, Pinky e Clyde, ma a differenza dei videogiochi passati, i quattro fantasmi sono alleati.

## Super Bacche
Le Super Bacche sono palline colorate (in riferimento alle Power Pellet del gioco originale) in grado di potenziare attacchi o dare super poteri a chiunque ne mangi una (Pac-Man è il personaggio che sfrutta maggiormente tale opportunità, dando vita a molteplici trasformazioni). Crescono sui rami dell'Albero della Vita e, a causa di questo loro potere nascosto, sono fonte di interesse da parte di Betrayus e il suo esercito, che le vorrebbero sfruttare a fin di conquista.
Esse si dividono in:
- Bacca Menta Fredda: Pac cambia colore diventando azzurro e gli viene aggiunto un copricapo di ghiaccio. La sua lingua si tramuta in un tubo congelatutto. Altri personaggi come Elli invece acquisiscono solamente un alito in grado di ghiacciare i nemici.
- Bacca di Fuoco: Pac diventa rosso, con un copricapo assomigliante ad una fiamma. In questa forma è in grado di sparare e sputare fuoco.
- Bacca Camaleonte: Pac diventa verde con un copricapo a forma di testa di camaleonte. Sotto questa forma può diventare invisibile ed utilizzare una lingua molto più elastica ed appiccicosa per appendersi.
- Bacca-Zilla: Pac diventa di dimensioni nettamente superiori.
- Bacca Rimpicciolente: Pac acquista dimensioni minuscole e diventa in grado di sconfiggere nemici più piccoli o di infiltrarsi in luoghi altrimenti irraggiungibili.
- Bacca Pianeta: trovata dal Signor C, Pac diventa delle dimensioni di un intero pianeta, presentando le caratteristiche di un paesaggio. Acquista inoltre una propria atmosfera.
- Bacca Granito: fa eccezione poiché si trova solo all'interno del Tempio di Melma nell'Oltretomba. Pac diventa una grossa palla di granito. La bocca può aprirsi e viene utilizzata al fine di salvare i suoi amici.
- Bacca Branchia: usata esclusivamente da Cyli e Spirale a fin di raggiungere PacAtlantide. Grazie ad essa sono stati tramutati in esseri marini in grado di respirare sott'acqua.
- Bacca-Kong: chiamata anche MatusaBacca dal Signor C poiché cresce solo sui rami più vecchi dell'Albero della Vita. Pac diventa uno scimmione gigante inarrestabile. Il livello di intelligenza viene attribuito a quello delle scimmie e compie azioni primitive nel caso qualcuno gli parli.
- Bacca dello Stregone: Pac diventa un mago dotato di poteri magici. Possiede anche il classico cappello a punta e il mantello.
- Bacca Intelletto: è inserita apposta all'interno di un rompicapo richiamante il Cubo di Rubik. Pac riceve un'intelligenza superiore, insieme a un papillon, occhiali dalla montatura enorme e nera, denti sporgenti che modificano la sua voce e capelli ordinati.
- Bacca Titanio: Pac diventa di metallo, con una calamita o una trivella al posto della lingua a seconda delle esigenze e con delle scarpe rosse e blu. La calamita è capace di attirare qualsiasi cosa, inclusi i fantasmi, la trivella può perforare qualsiasi superficie.
- Bacca Gomma: Pac (o, da quel che si vede in un episodio, anche Cyli) diventa una palla straordinariamente elastica in grado di saltellare ovunque, sconfiggere o (nel caso di Pac) di mangiare più facilmente gli spettri.
- Bacca Trottola: Pac diventa una trottola e gira ad alta velocità.
- Bacca Kung-Fu: rispetto alle altre è piuttosto comune e trasforma chiunque la mangi in un abile combattente.
- Bacca Insetto: trasforma chi la mangia in una mosca. L'unico ad avere mostrato questo potere tuttora è Spirale.
- Bacca Spiffero: chi la mangia è in grado di emettere grandi getti d'aria dalla bocca. Similmente alla Bacca Insetto, l'unico ad averne acquisito l'abilità è stato Spirale.
- Bacca Ragno: Pac (o Cyli) diventa un ragno e sfrutta le caratteristiche di tale insetto, come sparare ragnatele.
- Bacca Pallone: Pac diventa un palloncino trasportato dalle correnti d'aria.
- Bacca Wi-Fi: Pac diviene digitale e viene all'istante trasportato dentro al computer più vicino.
- Bacca Cubo: è un insieme di più Super Bacche e finora è stata mostrata solamente all'interno del cyberspazio.
- Bacca Meteora: Pac raccoglie attorno a sé una forte energia che viene poi sparata contro i nemici, incenerendoli.
- Bacca GambaLunga: le gambe di Pac diventano estremamente lunghe ed elastiche.
- Bacca Volo: a chi la mangia viene aggiunta la dote del volo.
- Bacca della Super-Velocità: Pac diviene più veloce del normale.
- Bacca Aglio: l'alito di Pac prende il gusto di aglio ed è in grado di generare enormi sbuffate per sconfiggere Pacula nel primo episodio di Halloween.
- Bacca Elettro: non è stata confermata l'ufficiale esistenza di tale bacca, ma il Dr. Pacenstein (nel corpo di Pac) mostra un potere simile all'Elettroshock durante il suo piano per la conquista di PacOpoli in ''Una Festa da Paura''. Il suo aspetto muta, diventando grigio con dei parafulmini sulla testa (un riferimento al costume indossato da Pac durante il primo episodio incentrato su Halloween)
- Bacca del Baccagiorno: cresce solo durante il Baccagiorno sulla punta dell'Albero della Vita. Mangiandola, Pac diviene luminescente e potente abbastanza per sconfiggere un'intera orda di spiriti.

## Episodi
| Nº                            | Titolo italiano Giapponese 「Kanji」 - Titolo inglese                                                                                                  | In onda           | In onda |
| Nº                            | Titolo italiano Giapponese 「Kanji」 - Titolo inglese                                                                                                  | USA Giappone      |         |
| Prima stagione (26 episodi)   | |                   |         |
| 1                             | Inizia l'avventura (prima parte) 「ゴーストたちがやってきた!」 - The Adventure Begins, Part I                                                          | 15 giugno 2013    |         |
| 2                             | Inizia l'avventura (seconda parte) 「生命の樹をとりもどせ!」 - The Adventure Begins, Part II                                                           | 15 giugno 2013    |         |
| 3                             | Animali non ammessi... Soprattutto i mostri! (prima parte) 「おしり博士のクローン大作戦」 - No Pets Allowed... Especially Monsters !, Part I           | 19 giugno 2013    |         |
| 4                             | Animali non ammessi... Soprattutto i mostri! (seconda parte) 「ペットお断り。とくにモンスターは!」 - No Pets Allowed... Especially Monsters !, Part II | 20 giugno 2013    |         |
| 5                             | L'insaziabile Pac-Man 「食べ放題ばんざい!」 - All You Can Eat                                                                                          | 21 giugno 2013    |         |
| 6                             | Presidente in ostaggio 「取りつかれた大統領」 - President Possessed!                                                                                   | 24 giugno 2013    |         |
| 7                             | Eroe con brufoli 「にきびをぶっ飛ばせ!」 - Is Zit You or is Zit Me?                                                                                    | 25 giugno 2013    |         |
| 8                             | Un salto nel passato 「パック・トゥ・ザ・フューチャー」 - Pac to the Future                                                                            | 26 giugno 2013    |         |
| 9                             | Eroe da strapazzo 「パワーアップ! スキーボ」 - Heebo-Skeebo                                                                                            | 27 giugno 2013    |         |
| 10                            | Sotto controllo 「誰かぼくを止めてくれ!」 - Mission ImPacable!                                                                                         | 28 giugno 2013    |         |
| 11                            | Operazione Cellofrigo 「この体は誰のもの?」 - No Body Knows                                                                                            | 1º luglio 2013    |         |
| 12                            | Come ai vecchi tempi 「パックの功より年の功」 - Seems Like Old Times                                                                                   | 2 luglio 2013     |         |
| 13                            | Caldo, caldissimo 「お熱いのはお好き?!」 - Betrayus Turns the Heat Up                                                                                  | 3 luglio 2013     |         |
| 14                            | Incontro scontro 「パックポンで大フィーバー」 - Pac-Pong Fever                                                                                         | 5 luglio 2013     |         |
| 15                            | Pac-Man al volante 「仮免許でGO!」 - Driver's Pac | 22 luglio 2013    |         |
| 16                            | La pozione Porta-Sfortuna 「不運のくすりと魔女の結婚式」 - Jinxed                                                                                      | 23 luglio 2013    |         |
| 17                            | Globo misterioso 「インディアナ・パックとスライムの魔宮」 - Indiana Pac and the Temple of Slime                                                        | 31 agosto 2013    |         |
| 18                            | Pac Pianeta VS Spiritoroide 「ゴーストロイドの大接近!」 - Planet Pac                                                                                   | 14 settembre 2013 |         |
| 19                            | Un vivace San Paclentino 「愛しのパックマン」 - Stand by Your Pac-Man                                                                                  | 21 settembre 2013 |         |
| 20                            | PacAtlantide 「パックランティス-失われたベリー」 - PacLantis                                                                                           | 28 settembre 2013 |         |
| 21                            | Jurassic Pac 「パカザウルスの襲撃」 - Jurassic Pac | 5 ottobre 2013    |         |
| 22                            | Un Pac-Man da mordere 「ハロウィンどたばた大騒動!」 - A Berry Scary Night                                                                              | 12 ottobre 2013   |         |
| 23                            | La grande caccia 「ワカワカマシン猛レース」 - The Great Chase!                                                                                         | 19 ottobre 2013   |         |
| 24                            | Il canto di Pac-Man 「とんがりエイリアンの侵略」 - Robo Woes                                                                                           | 26 ottobre 2013   |         |
| 25                            | Scacco allo Spettro 「最強スパイのべとべと大作戦」 - The Spy Who Slimed Me                                                                             | 2 novembre 2013   |         |
| 26                            | Invasione aliena 「パックワールド大ピンチ!」 - Invasion of the Pointy Heads                                                                            | 9 novembre 2013   |         |
| Seconda stagione (26 episodi) | |                   |         |
| 27                            | Tutti al luna Park! 「絶叫マシーン!パクトパス」 - Ride the Wild Pac-Topus                                                                              | 9 giugno 2014     |         |
| 28                            | Il genio della bottiglia 「お願い事にご用心」 - Meanie Genie                                                                                           | 10 giugno 2014    |         |
| 29                            | Un salto nella preistoria 「ねらわれた原始人」 - Cave Pac-Man                                                                                          | 11 giugno 2014    |         |
| 30                            | Una gara cosmica 「異次元ワープの大競争」 - Cosmic Contest                                                                                             | 12 giugno 2014    |         |
| 31                            | Questione d′intelligenza 「天才!パック教授」 - That Smarts!                                                                                            | 16 giugno 2014    |         |
| 32                            | Dalle stelle alle stalle 「君こそスターだ!」 - Pac-Mania                                                                                               | 17 giugno 2014    |         |
| 33                            | Un salto nel futuro 「浦島パックとゾンビの街」 - Rip Van Packle                                                                                        | 23 giugno 2014    |         |
| 34                            | Spooka Bazooka 「誰でも簡単ゴースト退治?!」 - Spooka-Bazooka!                                                                                          | 24 giugno 2014    |         |
| 35                            | L’addestramento 「燃えよパック・フー」 - The Pac Be With You                                                                                           | 30 giugno 2014    |         |
| 36                            | La festa di Halloween 「名探偵 vs オオカミフット」 - The Shadow of the Were-Pac                                                                        | 8 ottobre 2014    |         |
| 37                            | Il blocco dell’inventore 「カチコチ鎧の騎士団」 - A Hard Dazed Knight                                                                                  | 15 ottobre 2014   |         |
| 38                            | I bucanieri interstellari 「ゴースト海賊船」 - Cap'n Banshee and His Interstellar Buccaneers                                                           | 16 ottobre 2014   |         |
| 39                            | Buone Feste, Pac! 「素敵なメリー・ベリー・デー」 - Happy Holidays and a Merry Berry Day                                                                | 2 dicembre 2014   |         |
| 40                            | Doppie elezioni 「ダブル選挙で大忙し!」 - Peace Without Slime                                                                                          | 31 gennaio 2015   |         |
| 41                            | Lo zampino di Betrayus 「影の支配者」 - The Ghost Behind the Throne                                                                                    | 7 febbraio 2015   |         |
| 42                            | Maggiordomo in missione 「怪しい転校生」 - Nerd is the Word                                                                                            | 14 febbraio 2015  |         |
| 43                            | Un amore di robot 「ロボットの恋」 - The Bride of Grinder                                                                                              | 21 febbraio 2015  |         |
| 44                            | La leggenda della Valle Spaventosa 「恐怖の巨人伝説」 - The Legend of Creepy Hollow                                                                    | 7 marzo 2015      |         |
| 45                            | L'isola delle uova di Pasqua 「イースター・エッグは復讐の味?」 - Easter Egg Island                                                                     | 28 febbraio 2015  |         |
| 46                            | Avventura interdimensionale 「パックとおかしな魔法の国」 - The Wizard of Odd                                                                           | 14 marzo 2015     |         |
| 47                            | Dentiera funesta 「インディアナ・パックと魔性の入れ歯」 - Indiana Pac and the Dentures of Doom                                                         | 21 marzo 2015     |         |
| 48                            | Avventura nel cyberspazio 「デジタル・パック」 - Honey, I Digitized the Pac-Man                                                                        | 28 marzo 2015     |         |
| 49                            | Un′ospite di riguardo 「恋するパック」 - New Girl in Town                                                                                              | 25 aprile 2015    |         |
| 50                            | Una festa da paura (prima parte) 「幽霊やしきの脳みそ博士」 - Pac's Very Scary Halloween - Part One                                                    | 4 aprile 2015     |         |
| 51                            | Una festa da paura (seconda parte) 「ぼくの体を返せ！」 - Pac's Very Scary Halloween - Part Two                                                        | 11 aprile 2015    |         |
| 52                            | Il giorno delle Bacche 「サンタが街にやってくる」 - Santa Pac                                                                                          | 18 aprile 2015    |         |

## Produzione

### Ideazione e sviluppo
Nel 2010 Namco annunciò di essere in trattative per creare una nuova serie in Computer grafica 3D basata sul personaggio di Pac-Man.
Il 29 febbraio 2012 viene presentato al pubblico un ipotetico episodio pilota in 3D stereoscopico, prodotto da Avi Arad Productions, 41 Entertainment e OLM Digital.Esso viene inserito in seguito anche nella compilation Pac-Man & Galaga Dimensions uscita nel 2011 su Nintendo 3DS come trailer per la celebrazione del 30º Anniversario di Pac-Man e con il titolo generico di "Pac-Man 3D".Il titolo provvisorio diventa poi "Pac-Man - The Adventure Begins".
Originariamente la serie era stata proposta all'emittente televisiva statunitense Nickelodeon, la quale però rifiutò di produrla poiché riteneva che il personaggio di Pac-Man fosse ormai superato e non adatto ai più giovani. In seguito Namco stipulò un contratto di 26 episodi con Disney XD e la serie venne ufficialmente rinominata "Pac-Man and the Ghostly Adventures".
La trama portante è stata concepita e scritta dallo stesso Arad, il quale ha anche diretto parte delle puntate. La sua intenzione era di narrare le avventure di una versione adolescenziale di Pac-Man (rinominato Pacster), impegnato sia nella ricerca dei propri genitori scomparsi dopo la Grande Guerra, che nel combattere i fantasmi ogni giorno al fine di salvare la città di Pacopoli ed il Pac-Mondo.
La serie è anche un omaggio all'intero franchise,con diverse citazioni all'interno degli episodi (Il Labirinto che porta all'Oltretomba è un riferimento al Livello 256 del Pac-Man originale;il design di Pacster, Blinky, Inky, Pinky e Clyde è un ammodernamento dell'aspetto datogli in Pac-Man Party;sul Pac-Mondo,all'interno del castello di Betrayus e nel Tempio di Melma si possono scorgere gli sprite 8-bit originali di Pac-Man, i quattro fantasmi e gli oggetti collezionabili. Nei titoli di coda invece sono presenti gli sprite di tutti i personaggi più importanti della serie;In Il blocco dell'inventore, Pacster vestito da cavaliere è rinominato Sir Pac-A-Lot, come il cavaliere che in Pac-Man World 2 imprigionò Spooky sotto l'albero di mele d'oro;infine Bandai Namco sembra aver affermato che i genitori di Pac, Zac e Sunny, sono in realtà gli originali Pac-Man e Ms. Pac-Man con un aspetto diverso, facendo così pensare che Pacster sia in realtà Jr. Pac-Man.).
Il primo episodio ufficiale era previsto per la trasmissione su Disney XD USA il 7 Settembre 2013, ma, visto il termine dei lavori, è stato mandato in onda il 15 giugno dello stesso anno.

### Differenze tra episodio pilota e serie animata
Nell'episodio pilota distribuito da Namco per il 30º Anniversario del franchise si possono notare alcune differenze con la serie attuale:
- I doppiatori sono differenti.
- La maggior parte dei personaggi principali attuali è assente.
- Le Super Bacche sono chiamate Power Pellets come nel gioco originale e derivano dalla Palma del Potere e non dall'Albero della Vita.
- L'Oltretomba è rappresentato come una bolla, dalla quale fuoriescono tutti gli spiriti e i mostri.
- La possessione da parte degli spiriti non è temporanea.
- Il design del Signor C. è leggermente diverso, infatti i suoi capelli sono notevolmente più ribelli e meno appuntiti. Si intuisce anche un suo ruolo più importante nella storia in quanto mentore di Pac e non solo scienziato.
- Betrayus inizialmente doveva avere un aspetto molto più anziano e dai colori più scuri,con un tono di voce più adulto e con una personalità differente. Inoltre si chiamava Sir Cular ed era il fratello del Signor Circorferenza e non del Presidente, che nello storyboard originale non è presente.
- La Ghost Gang è un gruppo di fantasmi neutrali e non al servizio di Sir Cular,in quanto i quattro componenti fuggono spaventati dinnanzi all'apparizione di uno spettro serviente.

## Colonna sonora
Il tema musicale di apertura "Pac is Back" è scritto da Avi Arad e cantato in lingua originale dai rapper vocalist Mic the Microphone e Black Gryph0n.
Le musiche all'interno degli episodi sono composte da Rod Abernethy.
In occasione della serie è stata riproposta in due differenti versioni riarrangiate, la prima con chitarra e la seconda in chiave elettronica, la colonna sonora "Pac-Man's Park" composta originariamente da Toshio Kai e proveniente dal secondo livello del videogioco del 1987 Pac-Mania. Essa è riconoscibile soprattutto nelle scene in cui Pac-Man comincia ad attaccare i nemici. La seconda versione si ritrova anche nel menù di avvio del gioco mobile dedicato alla serie Pac-Man Dash!.

## Distribuzione
La serie ha debuttato negli Stati Uniti d'America su Disney XD il 15 giugno 2013 ed è terminata nel marzo del 2015, mentre il 4 ottobre 2016 è stata resa disponibile la prima stagione e i primi 13 episodi della seconda sul servizio di streaming a pagamento Netflix.
In Italia è stata trasmessa per la prima volta in chiaro su Disney XD dall'8 settembre 2014 ed è terminata il 15 dicembre 2015.
Nell'ottobre del 2015 l'emittente televisiva K2, proprietà di Discovery Italia, decide di acquistarne i diritti e di ritrasmetterla in replica.
Durante l'autunno 2024 la prima stagione della serie è stata resa nuovamente disponibile sulla versione italiana di Discovery+ dopo essere stata rimossa in parte da Netflix (che ha rimosso la seconda stagione) e del tutto da Prime Video.

## Doppiaggio
Di seguito sono elencati i principali personaggi e i doppiatori:
| Personaggio                   | Doppiatore inglese                                                          | Doppiatore giapponese | Doppiatore italiano                                                                                          |
| ----------------------------- | --------------------------------------------------------------------------- | --------------------- | --- |
| Pacster/Pac-Man               | Erin Mathews                                                                | Yuka Terasaki         | Andrea Oldani                                                                                                |
| Spiral                        | Samuel Vincent                                                              | Anri Katsu            | Stefano Pozzi                                                                                                |
| Cylindria                     | Andrea Libman                                                               | Eri Inagawa           | Martina Felli                                                                                                |
| Presidente Stratos Sferos     | Samuel Vincent                                                              | Kunpei Sakamoto       | Marco Balbi                                                                                                  |
| Signor C/Signor Circonferenza | Ian James Corlett                                                           | Shūhei Takubo         | Riccardo Rovatti                                                                                             |
| Skeebo                        | Matt Hill                                                                   |                       | Federico Zanandrea                                                                                           |
| Sferia Suprema                | Ashleigh Ball                                                               |                       | Cristina Giolitti                                                                                            |
| Lord Betrayus                 | Samuel Vincent                                                              | Tsuguo Mogami         | Claudio Moneta                                                                                               |
| Dottor Chiappetti             | Brian Drummond                                                              |                       | Mario Scarabelli                                                                                             |
| Maggiordomo                   | Brian Drummond                                                              |                       | Marco Pagani                                                                                                 |
| Blinky                        | Ian James Corlett                                                           | Kazuhiro Fusegawa     | Massimo Di Benedetto                                                                                         |
| Inky                          | Lee Tockar                                                                  | Mai Toudou            | Mattia Bressan                                                                                               |
| Pinky                         | Ashleigh Ball                                                               | Kiyono Yasuno         | Jenny De Cesarei                                                                                             |
| Clyde                         | Brian Drummond                                                              | Kunpei Sakamoto       | Gabriele Marchingiglio                                                                                       |
| Apex                          | Colin Murdock                                                               | Daisuke Namikawa      | Lorenzo Scattorin                                                                                            |
| Signorina Globularina         | Erin Mathews                                                                |                       | Cinzia Massironi                                                                                             |
| Sherry                        | Tabitha St. Germain                                                         |                       | Cinzia Massironi                                                                                             |
| Zac                           |                                                                             |                       | Diego Sabre                                                                                                  |
| Sunny                         |                                                                             |                       | Cinzia Massironi                                                                                             |
| Ottuso                        | Lee Tockar                                                                  |                       | Massimiliano Lotti Alessandro Maria D'Errico                                                                 |
| Signor Sbrodolone             |                                                                             |                       | Massimiliano Lotti                                                                                           |
| Signor Duomo                  | Ian James Corlett                                                           |                       | Diego Sabre                                                                                                  |
| Signor Strictler              | Mark Oliver                                                                 |                       | Diego Sabre                                                                                                  |
| Pac-Congelatore               | Ian James Corlett                                                           |                       | Lorenzo Scattorin                                                                                            |
| Rotonda                       | Tabitha St. Germain                                                         |                       | Caterina Rochira                                                                                             |
| Do-Ug                         | Gabe Khouth                                                                 |                       | Cinzia Massironi                                                                                             |
| Danny Vanagloria              | Kyle Rideout                                                                |                       | Diego Sabre                                                                                                  |
| Moondog                       |                                                                             |                       | Paolo De Santis                                                                                              |
| Starchild                     |                                                                             |                       | Cinzia Massironi                                                                                             |
| Nonnina                       | Tabitha St. Germain                                                         |                       | Renata Bertolas                                                                                              |
| Babbo Pac                     | Richard Newman                                                              |                       | Antonio Paiola                                                                                               |
| Elliptica                     | Kazumi Evans                                                                |                       | Cinzia Massironi                                                                                             |
| Ogol                          | Lee Tockar                                                                  |                       | Graziano Galoforo                                                                                            |
| Spettri Virus                 |                                                                             |                       | Graziano Galoforo                                                                                            |
| Spectro                       | Brendan Ryan Barrett                                                        |                       | Graziano Galoforo Paolo De Santis                                                                            |
| Maestro Goo                   | Vincent Tong                                                                |                       | Marco Balzarotti                                                                                             |
| Capitan Lamento               |                                                                             |                       | Marco Balzarotti                                                                                             |
| Professor Testa Appuntita     | Lee Tockar                                                                  |                       | Graziano Galoforo                                                                                            |
| Tip                           | Gabe Khouth                                                                 |                       | |
| PiedEnorme                    |                                                                             |                       | Cristina Giolitti                                                                                            |
| Pac-Chioccia Pasquale         | Ashleigh Ball                                                               |                       | Cristina Giolitti                                                                                            |
| Madame Ghoulashia             | Kathleen Barr                                                               |                       | Cristina Giolitti                                                                                            |
| Conte Pacula                  | Lee Tockar                                                                  |                       | Graziano Galoforo                                                                                            |
| Jean                          | Nicole Oliver                                                               |                       | Renata Bertolas                                                                                              |
| Signori Supremi               |                                                                             |                       | Marco Balzarotti                                                                                             |
| Mummia stregone               | Paul Dobson                                                                 |                       | Marco Balzarotti                                                                                             |
| Dr. Pacenstein                |                                                                             |                       | Paolo De Santis                                                                                              |
| Eeghost                       |                                                                             |                       | Diego Sabre                                                                                                  |
| Mavis                         |                                                                             |                       | Jasmine Laurenti Valentina Pallavicino                                                                       |
| Personaggi vari               | Erin Mathews Ian James Corlett Tabitha St. Germain Lee Tockar Ashleigh Ball | Masaaki Ihara         | Diego Sabre Cinzia Massironi Claudio Moneta Jenny De Cesarei Antonio Paiola Renata Bertolas Marco Balzarotti |

L'edizione italiana è curata da Graziano Galoforo per Merak Film, con i dialoghi di Galoforo e Manuela Scaglione per quanto riguarda la prima stagione e di Renato Novara per la seconda.

## Edizione italiana
In Italia è stata trasmessa per la prima volta su Disney XD l'8 settembre 2014 ed è terminata il 15 dicembre 2015.
Nell'ottobre del 2015 l'emittente televisiva K2, proprietà di Discovery Italia, decide di acquistarne i diritti e di ritrasmetterla in replica con cadenza piuttosto irregolare e divisa in blocchi da 13 episodi. La prima puntata è andata in onda il 5 ottobre, con repliche e nuovi episodi all'interno del contenitore "A Tutto Pac-Man!!!" trasmesso il giovedì sera.
Nella trasmissione in replica su K2, alcuni episodi sono stati scambiati con altri, seguendo un ordine molto simile alla trasmissione giapponese.
La sera di Halloween 2015 viene trasmesso lo speciale da 44 min. Una festa da paura, mentre il 15 dicembre dello stesso anno si ha la messa in onda del secondo speciale televisivo della serie, stavolta incentrato sul Natale ed avente come titolo Il giorno delle Bacche, composto da una prima parte inedita e dall'episodio 13 della seconda stagione Buone Feste Pac! che funge da seconda parte settata un anno dopo la prima.
La seconda parte della prima stagione ha avuto inizio nel dicembre 2015. La seconda stagione è iniziata con i primi 12 episodi l'11 gennaio 2016, dopodiché la trasmissione viene interrotta e l'ultima puntata viene messa in onda solo 8 mesi dopo, concludendo le repliche l'ultimo blocco di 10 episodi trasmessi a partire dal 12 settembre 2016.

## Videogiochi
Sono prodotti diversi titoli tie-in allo scopo di promuovere la serie:
Per celebrarne la pubblicazione, Bandai ha inserito una skin speciale nella versione DX+ del pluripremiato Pac-Man Championship Edition.
Il primo vero titolo ad essere pubblicato è stato il gioco mobile Pac-Man Dash!, disponibile su App Store e Google Play dal 18 Luglio 2013.
Il 29 Ottobre 2013 giunge sul mercato il platform 3D omonimo Pac-Man e le Avventure Mostruose, sviluppato da Monkey Bar Games e distribuito da Bandai Namco per PlayStation 3, Xbox 360, Wii U e Microsoft Windows. Il 5 novembre 2013 è stata resa disponibile anche una versione per Nintendo 3DS, che differisce dalla versione casalinga sia per essere un platform 2D a scorrimento orizzontale sia per la trama.
La compilation Pac-Man Museum, composta dai titoli più importanti della serie e scaricabile digitalmente tramite Xbox Live, PlayStation Network e Steam dal 26 Febbraio 2014, presenta un hub world 3D riportante l'aspetto della stanza di Pac nella serie animata, il quale, dopo aver soddisfatto determinati requisiti all'interno dei giochi disponibili, verrà arricchito da modelli 3D dei personaggi principali, oggetti vari e statuine.
L'ultimo titolo ispirato alla serie è stato il seguito Pac-Man e le Avventure Mostruose 2 sempre per Xbox 360, PS3 e Wii U.La versione Nintendo 3DS è un porting della versione casalinga.